# Ischyra
Ischyra is een geslacht van rechtvleugeligen uit de familie sabelsprinkhanen (Tettigoniidae). De wetenschappelijke naam van dit geslacht is voor het eerst geldig gepubliceerd in 1878 door Brunner von Wattenwyl.

## Soorten
Het geslacht Ischyra omvat de volgende soorten:
- Ischyra brasiliensis Piza, 1950
- Ischyra flaviceps Brunner von Wattenwyl, 1878
- Ischyra frutetorum Saussure & Pictet, 1898
- Ischyra plana Walker, 1869
- Ischyra planiceps Walker, 1869
- Ischyra punctinervis Brunner von Wattenwyl, 1878
- Ischyra vepretorum Saussure & Pictet, 1898
- Ischyra vigens Walker, 1869
- Ischyra zonata Giglio-Tos, 1898